# ティム・ハーデン
ティム・ハーデン（Tim Harden、1974年1月27日 ‐ ）は、アメリカ合衆国・カンザスシティ出身で短距離走が専門の元陸上競技選手。100mで9秒92、室内60mで6秒43（世界歴代7位）の自己ベストを持つ。1996年アトランタオリンピック男子4×100mリレーの銀メダリスト、2001年リスボン世界室内選手権男子60mの金メダリストである。

## 経歴
1996年8月、アトランタオリンピックの男子4×100mリレー決勝でアメリカチーム（ジョン・ドラモンド、ハーデン、マイク・マーシュ、デニス・ミッチェル）の2走を務めると、カナダ（37秒69）には敗れたものの38秒05をマークして銀メダル獲得に貢献した。
1999年3月、前橋世界室内選手権の男子60m決勝で自己ベストとなる6秒43をマークするも、モーリス・グリーンに0秒01差で敗れ銀メダルに終わった。
1999年8月、セビリア世界選手権の男子100mで決勝に進出し、10秒02（+0.2）をマークして5位に入った。
2001年3月、リスボン世界室内選手権の男子60m準決勝を全体1位の6秒52で突破し、2大会連続で決勝に進出した。決勝では6秒44をマークし、ティム・モンゴメリ（6秒46）やマーク・ルイス＝フランシス（6秒51）らを破り金メダルを獲得した。

## 自己ベスト
記録欄の（　）内の数字は風速（m/s）で、+は追い風を意味する。
| 種目 | 記録           | 年月日        | 場所             | 備考           |
| 屋外 | 屋外           | 屋外          | 屋外             | 屋外           |
| ---- | -------------- | ------------- | ---------------- | -------------- |
| 100m | 9秒92 (+1.0)   | 1999年7月5日  | ルツェルン       |                |
| 100m | 9秒88w (+4.9)  | 1998年6月20日 | ニューオーリンズ | 追い風参考記録 |
| 200m | 20秒54 (+1.7)  | 1994年5月15日 | フェイエットビル |                |
| 200m | 20秒38w (+3.5) | 1994年5月14日 | フェイエットビル | 追い風参考記録 |
| 室内 |                |               |                  |                |
| 50m  | 5秒64          | 2000年2月16日 | マドリード       |                |
| 55m  | 6秒15          | 1998年1月31日 | リノ             |                |
| 60m  | 6秒43          | 1999年3月7日  | 前橋             | 世界歴代7位    |

## 主要大会成績
備考欄の記録は当時のもの
| 年   | 大会                      | 場所           | 種目    | 結果 | 記録          | 備考       |
| ---- | ------------------------- | -------------- | ------- | ---- | ------------- | ---------- |
| 1996 | オリンピック              | アトランタ     | 4x100mR | 2位  | 38秒05 (2走)  |            |
| 1998 | グッドウィルゲームズ (en) | ニューヨーク   | 100m    | 8位  | 10秒32 (-1.0) |            |
| 1998 | グッドウィルゲームズ (en) | ニューヨーク   | 4x100mR | 優勝 | 37秒90 (2走)  |            |
| 1998 | グランプリファイナル (en) | モスクワ       | 100m    | 3位  | 10秒12 (+0.1) |            |
| 1998 | ワールドカップ (en)       | ヨハネスブルグ | 100m    | 4位  | 10秒03 (-0.2) |            |
| 1998 | ワールドカップ (en)       | ヨハネスブルグ | 4x100mR | 2位  | 38秒25 (4走)  |            |
| 1999 | 世界室内選手権            | 前橋           | 60m     | 2位  | 6秒43         | 自己ベスト |
| 1999 | 世界選手権                | セビリア       | 100m    | 5位  | 10秒02 (+0.2) |            |
| 2001 | 世界室内選手権            | リスボン       | 60m     | 優勝 | 6秒44         |            |